# Église Santa Maria Assunta de Cerqueto
L'église Santa Maria Assunta de Cerqueto  est une église catholique romaine située sur la Piazza Beato Giacomo à Cerqueto, hameau de la ville de Marsciano, dans la province de Pérouse, en Ombrie, Italie.

## Histoire
Une église se trouvait déjà sur le site en 1163, mentionnée comme l'église du castrum Cerqueti dans les diplômes impériaux de  Frédéric Barberousse.
l'église est mentionnée dans le Liber Contractuum de 1331-1332. En 1779, l'édifice est rénové et la toiture restaurée en 1945.

## Extérieur
L'édifice est construit en maçonnerie mixte enduite. La façade de forme rectangulaire terminée par un toit à pignon comporte un portail central surmonté d'un arc décoré à fresque. Au-dessus, au centre, se trouve une fenêtre.
À l'intérieur du clocher, se trouve une cloche fabriquée en 1394.

## Intérieur
L'édifice présente un plan à nef unique se terminant par une abside carrée qui abrite le chœur derrière le maître-autel ; la nef est divisée en quatre travées, dont les travées centrales, deux de chaque côté, contiennent des autels dans des niches à l'intérieur d'arcs. Le presbytère est surélevé d'une marche. À droite de l'entrée, se trouve l'escalier menant au chœur, disposé en galerie sur deux colonnes ioniques. Le clocher se trouve à droite de l'abside.
L'édifice contient une fresque représentant Saint Sébastien entre les saints Roch et Pierre (1478), l'une des premières œuvres du Pérugin  avec des fragments d'un saint Roch et d'un saint Pierre. 

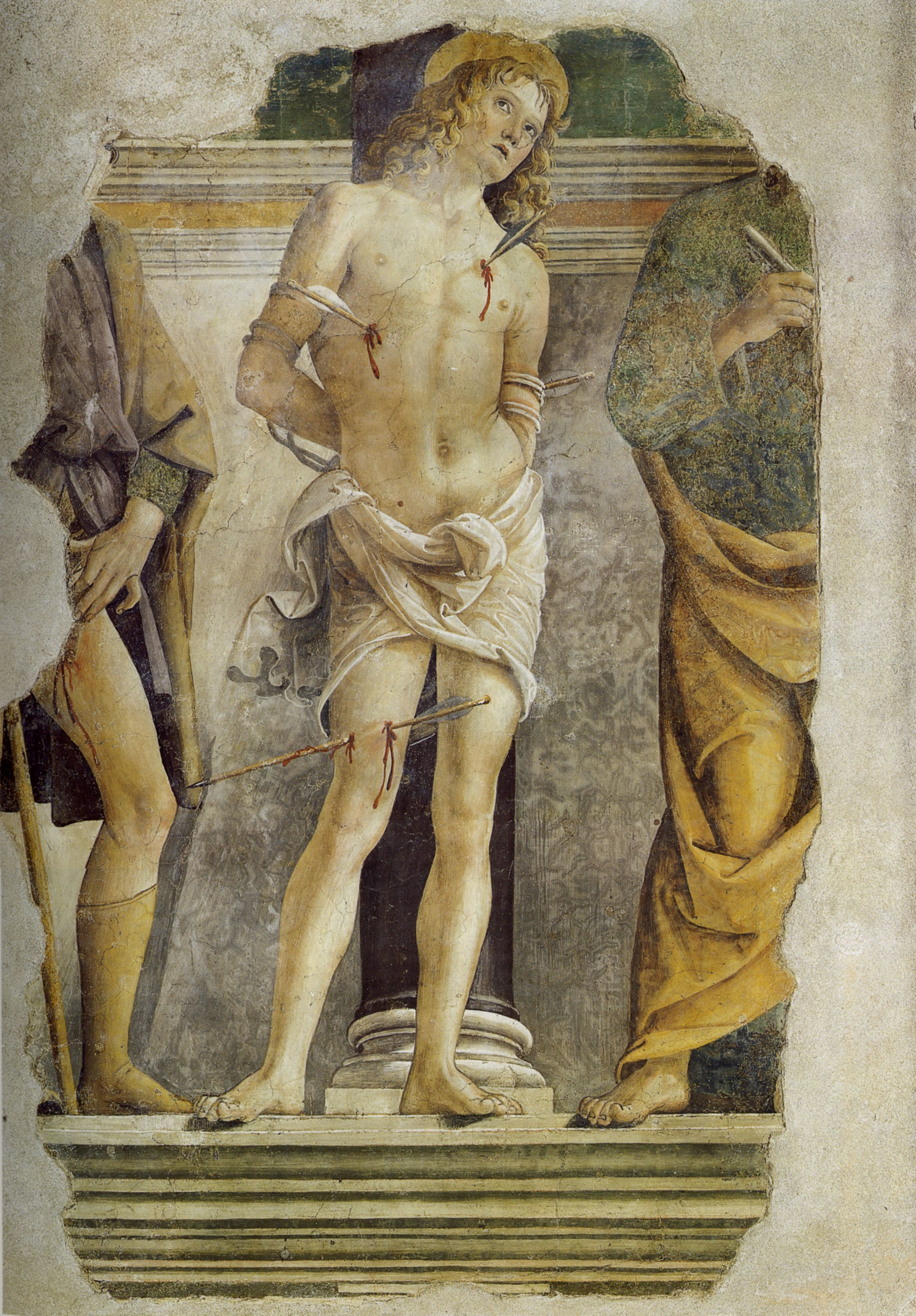
Saint Sébastien entre les saints Roch et Pierre, Le Pérugin (1478 environ).

L'église possède également une Crucifixion du XVe siècle peinte à fresque par Tiberio di Diotallevi d'Assise.

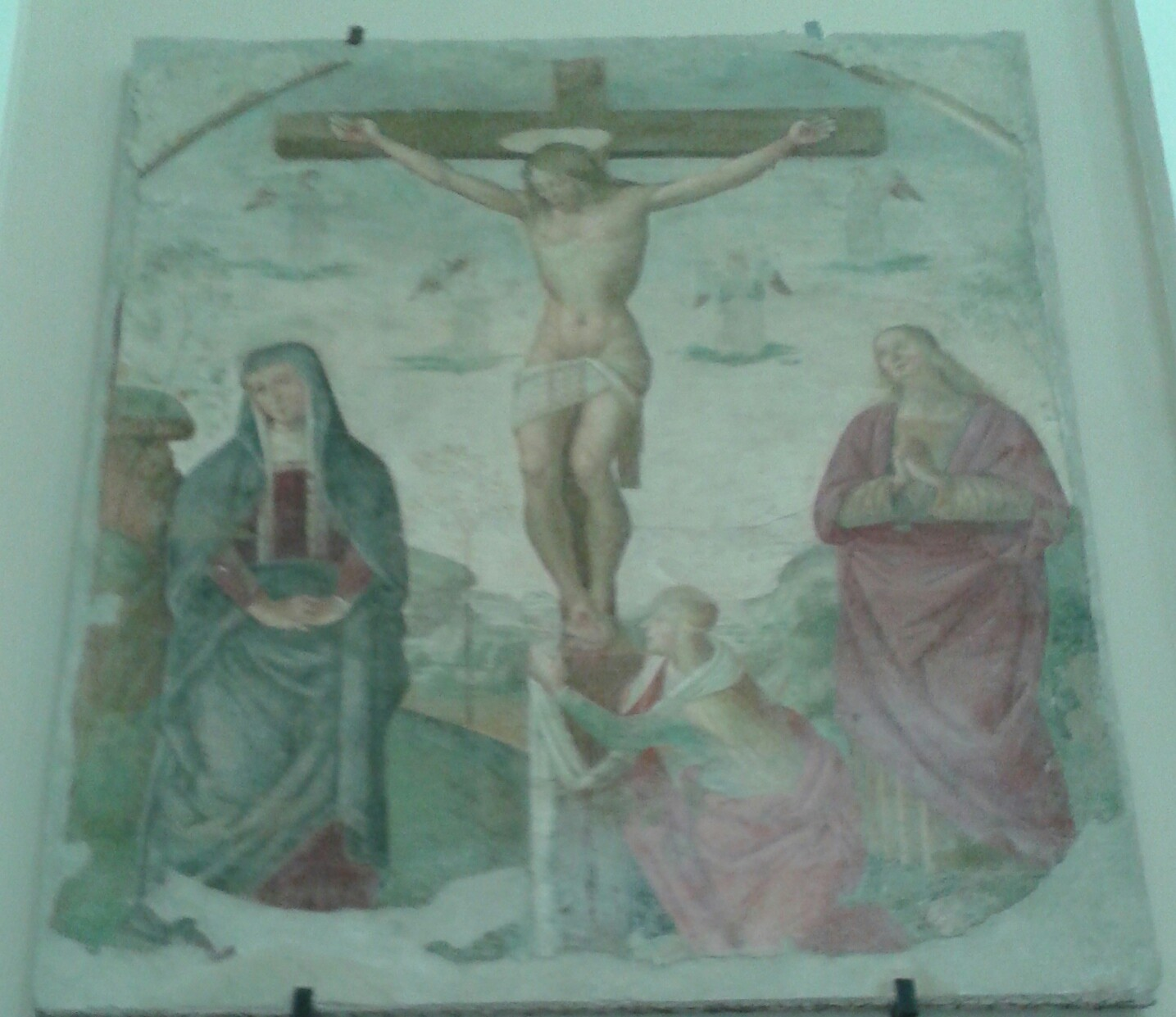
Crucifixion par Tiberio di Diotallevi (XVe siècle).